# Güzelyurt
Güzelyurt là một huyện thuộc tỉnh Aksaray, Thổ Nhĩ Kỳ. Huyện có diện tích 322 km² và dân số thời điểm năm 2007 là 14188 người, mật độ 44 người/km².